# Karl Rosenkranz
Pour les articles homonymes, voir Rosenkranz.
Karl Rosenkranz est un philosophe, théologien, poète et germaniste allemand né à Magdebourg le 23 avril 1805, mort le 14 juin 1879 à Königsberg. Il est professeur à Königsberg dans la chaire de Kant.
Il est le premier biographe de Hegel (1844) et l'auteur de l'Esthétique du laid (1853).

## Biographie
Johann Karl Friedrich Rosenkranz est né à Magdebourg dans une famille piétiste. Sa mère et son grand-père maternel ont une préférence pour la langue et les mœurs françaises et il passe ses premières années en contact avec l'armée napoléonienne de Jérôme Bonaparte. Il est en revanche d'ascendance prussienne du côté paternel.
Il étudie la philosophie et la théologie à Berlin, Halle et Königsberg. Il suit les cours de Schleiermacher, de Marheineke, de Tholuck et de Hinrichs. Il est ami avec les jeunes hégéliens Heinrich Leo et Arnold Ruge ainsi qu'avec Heinrich Gustav Hotho.
Il commence par travailler sur Titurel (de) en rapport avec la Divine Comédie de Dante. Cette étude est à l'origine de son Histoire de la poésie du moyen âge.
Après sa thèse d'habilitation sur Spinoza (1828), il enseigne à Halle avant de devenir professeur à Königsberg de 1833 jusqu'à sa mort. Il est le successeur de Kant et Johann Friedrich Herbart.
Il prend part à l'édition posthume des œuvres de Hegel après 1832, puis il est chargé en 1839 par la famille de sa biographie (publiée en 1844) en remplacement d'Eduard Gans.
Il ne quitte Königsberg que pendant l'année 1848 pour être député et conseiller au ministère des cultes de Berlin. Il fait partie politiquement des "libéraux".
En 1850, il publie son propre système de philosophie inspiré de Hegel. L'école hégélienne lui reproche d'opérer un retour à Kant.
L'Esthétique du Laid (1853) est également inspirée de Hegel et constituerait une réponse à l'échec de la révolution politique de 1848.

## Philosophie
Rosenkranz fait partie des disciples de Hegel. Il se situe au "centre" de l'école hégélienne. Il est un adversaire de Schelling et un admirateur de Diderot.

## L'Esthétique du Laid
L'Esthétique du Laid a pour objet : 
1. de déterminer la nature du laid dans sa généralité
2. de le suivre à tous ses degrés et sous toutes ses formes dans la nature et dans l'art, en étudiant son rôle dans les différents arts.

Charles Bénard reproche à cet ouvrage d'emprunter ses exemples à des œuvres médiocres de l'art et de la littérature contemporaine.

## Influence
- La Psychologie ou Science de l'Esprit subjectif de Rosenkranz (1837) a influencé Kierkegaard.

## Œuvres
- Geschichte der deutschen Poesie im Mittelalter (1830)
- Handbuch einer allgemeinen Geschichte den Poesie (1832-33)
- Kritik der Schleiermacherschen Glaubenslehre (1836)
- Psychologie oder Wissenschaft vom subjektiven Geist (1837; 3e éd., 1863)
- Kritische Erläuterungen des Hegelschen Systems (1840)
- Studien (1839-47)
- Vorlesungen über Schelling (1842)
- Hegels Leben (1844)
- Die topographie des heutigen Paris und Berlin : zwei Vorträge, Königsberg, 1850
- Die Pädagogik als System (1848)
- System der Wissenschaft (1850)
- Meine Reform der Hegelschen Philosophie (1852)
- Aesthetik des Hässlichen (1853)
- Wissenschaft der logischen Idee (1858-59), avec un supplément (Epilegomena, 1862)
- Diderot's Leben und Werke (1866)
- Hegels Naturphilosophie und die Bearbeitung derselben durch Vera (1868)
- Hegel als deutscher Nationalphilosoph (1870)
- Erläuterungen zu Hegels Encyklopädie der philosophischen Wissenschaften (1871).
- Neue Studien (1875-78)
- Die Poesie and ihre Geschichte (1885)
- Entre 1838 et 1840, Rosenkranz publie une édition des œuvres de Kant avec F. W. Schubert.

## Traductions
- Esthétique du Laid, Préface de Gérard Raulet, CIRCE, 2004
- Vie de Hegel, trad. Pierre Osmo, Gallimard, 2004